# Racconti del Ciclo di lettura per i bambini
I Racconti per il Ciclo di lettura per i bambini sono una raccolta di racconti vari tradotti, riadattati, scritti personalmente, e di brani filosofici o di carattere sacro, creata dallo scrittore russo Lev Tolstoj tra l'aprile e il luglio 1907. 
La prima idea di questo progetto gli venne mentre ricercava dei brani da portare per le lezioni che egli teneva qualche volta alla settimana ai bambini di casa propria e a quelli di origine contadina. Così, nei primi giorni di aprile di quell'anno, dopo aver ricevuto tramite lettera le opinioni di alcuni esperti di pedagogia di sua conoscenza, lo scrittore elaborò una lista composta da 75 racconti da riadattare, scrivere o tradurre; tuttavia, di questi 75 vennero scritti solo cinque: "Fedotka", che compare un appunto nel suo Diario scritto il 13 dicembre di dieci anni prima, "Il vecchio in chiesa" (Starik v tserkvi), tratto da una leggenda raccontatagli nel 1879, "La povera gente" (Bednye ljudi), lo spunto della quale è costituito della poesia "Les pauvres gents" di Victor Hugo, "Il vestito nuovo dello zar" (Tsarskoe novoe plat'e) dalla fiaba di Hans Christian Andersen, "Il buffone Paleček" (Šut Paleček), da un racconto di uno scrittore boemo. È inoltre presente un saggio biografico sul filosofo e scrittore Skovoroda. Tolstoj rinunciò due volte a questo progetto, in luglio e poi, definitivamente, in agosto.

## Il vecchio in chiesa
Il racconto, di circa due facciate, parla di un vecchio buono, probo e misericordioso, che non si arrabbia né si è mai irritato; durante le domeniche, dopo aver lavorato tutto il resto della settimana, rimane seduto sulla zavalinka osservando il lago, o prega Dio nel ripostiglio.
Un giorno il figlio maggiore, recatosi da lui, gli dice che lui e suo fratello vogliono andare a messa nella chiesa sita sull'altra riva del lago sul quale sorge la cittadina con la loro abitazione e gli propone di accompagnarli. Il vecchio risponde inizialmente di non averne voglia e di non essere più abituato, ma quando il figlio risponde che la gente gli ride dietro per questa sua caratteristica acconsente, anche se svogliatamente. Mentre i figli utilizzano una barca, il padre cammina sulle acque senza alcuna difficoltà. Arrivato in chiesa, il vecchio, a differenza degli altri, si stabilisce in una remota cappella vuota, da dove vede le babe (signore russe) che, vestite in modo sfarzoso, si osservano l'un l'altra, mentre i mužikì (servi della gleba)
si guardano attorno o si guardano l'un l'altro. Il vecchio pensa così che tutti costoro non pregano bene, ma peccano soltanto, e proprio in questo momento scorge che, in una zona vuota della cappella dei diavoli, presa una pelle di toro, l'hanno tesa e uno, ogni volta che essi scorgono qualcuno che si distrae o pecca in altro modo, ne scrive il nome su di essa; i peccatori sono talmente numerosi che i loro nomi non hanno più spazio sulla pelle e così un diavolo la tende con tutte le sue forze, ma così facendo la squarcia e cade a terra a zoccoli all'aria. Il vecchio si mette a ridere e il diavolo, dopo avergli scoccato un'occhiata, segna il suo nome; finita la celebrazione, i figli si siedono in barca, mentre l'uomo cerca di tornare camminando sull'acqua, ma cade giù e sta per affogare, e i figli devono ripescarlo e portarlo a casa.

## Palaček il buffone
Il racconto dura una quindicina di facciate; l'autore esordisce scrivendo che ciò che sta per narrare 
è avvenuto circa 500 anni fa. In Repubblica Ceca viveva il saggio e buon uomo Chelčicky, che, seguendo i Vangeli, aveva compreso che tutto l'insegnamento di Cristo consiste nell'amore verso Dio e il prossimo e che non bisogna mai sentirsi più in alto di nessuno, sopportare il male e servire senza pretendere gli altrui servigi, e insegnava agli altri questi precetti; degli uomini, poveri e mai di famiglia facoltosa, accolsero questa dottrina, e decisero di vivere così. Essi si chiamavano fra di loro fratelli e sorelle, senza dare titoli a nessuno, e la loro comunità veniva chiamata dei "Fratelli moravi" perché vivevano in Moravia. Uno di questi uomini si chiamava Ivàn Palaček, ed era buono e intelligente, e sempre di umor lieto; questi, ora che i suoi fratelli non necessitano più 
del suo aiuto, vaga per i villaggi e quando scorge un uomo che spacca la legna, ripara i tetti o svolge comunque un altro lavoro faticoso, si impegna per aiutarlo; all'ora del pranzo, cercava un mužìk di agiata condizione economica disposto ad ospitarlo, consuma da lui il pasto. Un giorno uno di essi gli domanda perché, nonostante non lo aiuti, il buon uomo chiede di mangiare alla sua mensa, e quest'ultimo risponde che, quando il ricco sarà povero, lo aiuterà, mentre quando l'uomo aiutato sarà ricco, chiederà a lui di ospitarlo. Successivamente, il buon uomo si reca a Praga, dove aiuta un fabbro nel suo mestiere e, soprattutto, badando ai bambini, attività che gli riesce particolarmente bene: infatti, tutti i fanciulli vogliono stare con lui e così Palaček diventa la balia di tutti gli infanti dei dintorni, ai quali, dopo aver giocato, racconta e insegna le storie del Vangelo; egli li tiene in grande considerazione e li reputa dei maestri, in quanto secondo il Vangelo è necessario comportarsi come loro. Questo non è tuttavia il suo unico aspetto particolare agli occhi dei suoi compaesani: infatti, a differenza di questi ultimi, egli sputa e gesticola quando un voevoda (generale russo) passa per le strade, poiché, secondo il suo testo sacro prediletto, ciò che è grande dinanzi agli uomini è piccolo di fronte a Dio; così, si inchinava quando passava un mendicante. La fama del buon uomo si diffonde e giunge presso la corte: il re ceco Giorgio desidera conoscerlo; consultata una bambina in proposito, egli, dopo aver ricevuto dai messi la regale richiesta, acconsente a lavorare come buffone al servizio del sovrano. Poco tempo 
dopo, nota che sta per avere luogo un'esecuzione, ma grazie al suo aiuto si scopre che il condannato è innocente; anche in seguito egli compie molte simili opere buone, e tanto più il re lo conosce, tanto più lo apprezza e lo approva; così, egli vive presso la sua corte fino a quando non è vecchissimo, e ognuno comincia a capire che è un saggio e un sant'uomo.

## La povera gente
Il racconto, di poco più di due facciate, narra la storia di Jeanne, sposata con un pescatore, Paul, 
che ha tre figli. Egli va in mare di mattina per svolgere il suo mestiere, ma verso mezzogiorno si alza il vento e di sera inizia la tempesta, ed egli non ha ancora fatto ritorno. La moglie è quindi molto preoccupata, anche perché, essendo il cibo procurato dal marito il loro unico alimento, senza di esso loro morirebbero di fame, senza contare che i due coniugi vivono insieme da dieci anni e si amano. In questa drammatica situazione, si rammenta della vicina, Lise, che è malata e ha perso il marito in mare, e decide così di andare a farle visita, ma scopre con orrore che è morta, lasciando orfani i suoi due figli, uno di cinque e una di tre anni, che avrebbero fatto la stessa fine della madre se Jeanne, nonostante la sua povertà, non li avesse adottati. Tuttavia, lei è preoccupata perché intuisce che suo marito, uomo severo, non glieli lascerà tenere, ma sbaglia, in quanto egli, una volta tornato e scoperto tutto, la approva: secondo lui, tutti devono vivere.

## Fedotka
Il racconto, di meno di due facciate, narra di un ragazzo povero, Fedotka, che vive in un villaggio assieme alla sua famiglia. Quando questi cresce, il padre lo manda a lavorare dal fratello maggiore, che copre tetti in città, ma il ragazzo non ha ancora avuto il tempo di apprendere il mestiere quando il fratello lo lascia; così, Fedotka viene attratto da persone malvagie, che gli insegnano a rubare e 
a bere vodka. Essendo il ragazzo abile e forte, diventa uno dei capibanda dei ladri, coi quali rimane per tre anni, in capo ai quali, scoperto, viene processato e imprigionato, ma dopo un anno riesce a fuggire. Così, ritorna a vivere come prima, ma dopo dieci anni un suo compagno lo denuncia, ed egli viene deportato in Siberia, ma durante il viaggio verso questa regione scappa nuovamente, 
e qua, assieme ad altri compagni, si dedica, oltre che al furto, anche alla rapina. Un giorno, quando ha già più di cinquant'anni, uccide una donna durante un'operazione furfantesca, e da quel giorno, per quanto beva, non riesce a dimenticarla; così, pensando e ricordando tutte le sue pessime azioni, si desta in lui lo spirito divino, confessa tutto e, deportato nuovamente in Siberia, vive per dieci anni, e diventa un altro uomo.